# ネダム・オヌオハ
チネダム・"ネダム"・オヌオハ（Nedum "Nedum" Onuoha, 1986年11月12日 - ）は、ナイジェリア・ワリ出身の元サッカー選手。現役時代のポジションはDF、MF。
ナイジェリア生まれであるが、U-21イングランド代表にも名を連ねたことのあるプレーヤー。元々はセンターハーフであったが、学生時代に100メートル走のチャンピオンになっているほどの俊足を買われてサイドへと転向した。

## クラブ歴
マンチェスター・シティFCのユース出身。2004年10月26日、カーリング・カップのアーセナルFC戦でケヴィン・キーガン監督の下トップチームデビューしフル出場。同年11月1日のノリッジ・シティFC戦で68分にリチャード・ダンとの交代で投入されプレミアリーグ初出場となった。
2010-11シーズンは出場機会を求めサンダーランドAFCへ期限付き移籍。タイタス・ブランブルやジョン・メンサーら守備陣の補強を進めるスティーヴ・ブルース率いるクラブの一員となった。2010年11月15日のチェルシーFC戦で加入後初ゴールを挙げる。
シティ復帰後も出場機会は限られ、2012年1月26日にマーク・ヒューズ率いるクイーンズ・パーク・レンジャーズFCへ4年半の契約で移籍する。
2017-18シーズン限りで契約満了によりロフタス・ロードを去る。QPRでは200試合以上に出場しキャプテンも務めた。
半年のフリー期間を経て、2018年9月13日にMLSのレアル・ソルトレイクへ加入。2020年シーズン終了を以て現役を引退した。

## 代表歴
7歳時にイギリス国籍を取得し、ナイジェリア及びイングランド代表でプレーする資格を所持していた。
U-20イングランド代表として2005年6月30日のロシア戦でデビューし、2-0の勝利に貢献した。U-21イングランド代表にも招集され、2005年10月12日のU-21欧州選手権予選・ポーランド戦でライアン・テイラーとの交代で初出場、4-1の勝利で飾った。